# إيريك شريدر
إيريك شريدر (بالإنجليزية: Eric Schraeder)‏ مواليد 10 مارس 1977، هو لاعب كرة سلة أمريكي سابق. بدأ مسيرته الاحترافية في سنة 1999. يبلغ طوله 6 قدم 9 بوصة (2.1 م). اعتزل اللعب في 2003. لعب مع سودرتاليا كينغ وسكايلاينرز فرانكفورت.